# Burg Lupburg
Die Burg Lupburg ist die Ruine einer Höhenburg auf einem Hügel in der Ortslage von Markt Lupburg im bayerischen Landkreis Neumarkt in der Oberpfalz. Die Anlage wird als Bodendenkmal unter der Aktennummer D-3-6836-0065 im Bayernatlas als „archäologische Befunde im Bereich der mittelalterlichen Burg und des frühneuzeitlichen Schlosses von Lupburg“ geführt. Ebenso ist sie unter der Aktennummer D-3-73-143-4 als denkmalgeschütztes Baudenkmal von Lupburg verzeichnet.

## Geschichte
Die Burg wurde vermutlich im frühen 12. Jahrhundert von den edelfreien Lupburgern, Ministerialen des Lehnsherrn, der Burggraf von Regensburg, erbaut und 1142 erstmals (gesichert) urkundlich erwähnt. 1300 kam die Burg an das Hochstift Regensburg und 1572 durch Pfandauslösung von den Parsbergern an das Herzogtum Pfalz-Neuburg. Nach 1803 (Mediatisierung) wurde die Burg in Privatbesitz verkauft und verfiel. Im 20. Jahrhundert wurde die Anlage umfassend saniert. Sie wird heute zum Teil von der Marktverwaltung Lupburg genutzt.
- 1129: Erste (gesicherte) urkundliche Erwähnung eines Ludewicus de Loupurch[1]
- 1300: Konrad von Lupburg, Bischof von Regensburg 1296–1313, überträgt Lupburg dem Hochstift Regensburg nach hoher Abstandszahlung an Herzog Rudolf I. von Oberbayern
- 1313: Aussterben des Lupburger Geschlechts mit Bischof Konrad V. von Lupburg
- bis 1387: Verpfändungen der Burg durch das Hochstift Regensburg unter anderem an Jörg Auer, dann nach 1380 an die Brüder Wilhelm und Christian Frauenberger  zu Haag
- 1387: Erwerb durch Herzog Friedrich von Bayern-Landshut
- 1392: Verpfändung der Burg durch Herzog Johann von Bayern-München an Hans (1) von Parsberg. Die Herrschaft bleibt bis 1572 in Parsberger Besitz.
- 1572: Einlösung des Pfandes durch das Herzogtum Pfalz-Neuburg und Einrichtung eines Pflegamts

## Beschreibung
Die hufeisenförmige Burganlage mit fast vollständig erhaltenem Bering (12. Jahrhundert) aus Kalksteinquadern im unteren und Bruchsteinen im oberen Bereich verfügte über eine Ober- und Unterburg und zeigt noch erhebliche Reste der den Burghof umgebenden Gebäude aus dem 16. und 17. Jahrhundert. Im Süden der Anlage steht ein gut erhaltenes Wohngebäude, im Westen der im unteren Geschoss erhaltene Palas und im Norden eine große Scheune sowie ein erhaltener Torbau der Unterburg. Im oberen verfallenen Bereich der früheren Kernburg ist auf einem Felsen der Stumpf eines Bergfrieds aus Kalksteinquadern erhalten.